# Aleksandr Trusznowicz
Aleksandr Rudolfowicz Trusznowicz, ros. Александр Рудольфович Трушнович (ur. 14 grudnia 1893 w Postojnie na terenie Austro-Węgier, zm. prawdopodobnie 14 kwietnia 1954 w Berlinie Zachodnim) – lekarz słoweńskiego pochodzenia, biały wojskowy podczas wojny domowej w Rosji, emigracyjny działacz polityczny i pisarz, oficer Sił Zbrojnych Komitetu Wyzwolenia Narodów Rosji.
Ukończył gimnazjum niemieckie w Goricy. Studiował medycynę na uniwersytetach w Innsbrucku i Wiedniu oraz literaturę we Florencji. Po wybuchu I wojny światowej został zmobilizowany do armii austro-węgierskiej. Walczył na froncie w Karpatach, gdzie w 1915 zdezerterował i przeszedł na stronę rosyjską. W Rosji wstąpił do formowanego Serbskiego Korpusu Ochotniczego. W 1918 r. przystąpił do białych. Służył w oddziałach korniłowców. Dostał się do niewoli sowieckiej, ale uniknął rozstrzelania. Został włączony w skład oddziałów serbskich walczących po stronie bolszewickiej. Do lutego 1934 kiedy wyjechał z ZSRR do Jugosławii, żył pod nazwiskiem matki Gostisza. W 1937 r. opublikował po serbsku swoje wspomnienia pt. „Воспоминания корниловца 1914 – 1934”, które dopiero w 2004 r. zostały opublikowane w Rosji. W 1941 r. wstąpił do Narodowo-Robotniczego Związku Nowego Pokolenia (NTS). W czasie okupacji niemieckiej próbowali go zabić chorwaccy ustasze. Przeniósł się wówczas z prowincji do Belgradu. Poznał się tam z Dimitrije Ljoticiem. Po wyjeździe kierownictwa NTS z Belgradu utworzył miejscowy oddział organizacji. We wrześniu 1944 r., kiedy do Belgradu zbliżały się wojska sowieckie i jugosłowiańskie, ewakuował się do Niemiec. Wstąpił do Sił Zbrojnych Komitetu Wyzwolenia Narodów Rosji, dostając stopień kapitana (później awansował na majora). Został zastępcą naczelnika oddziału sanitarnego sztabu Sił Zbrojnych KONR. Wiosną 1945 r. D. Ljotić zaproponował gen. Andriejowi A. Własowowi, aby oddziały Sił Zbrojnych KONR połączyły się w górach Jugosławii z Serbskim Korpusem Ochotniczym. Aleksandr R. Trusznowicz został wysłany w składzie delegacji do miejsca przyszłego spotkania. W Tyrolu dowiedział się o kapitulacji III Rzeszy. Został osadzony przez Francuzów w obozie dla jeńców wojennych. Francuzi uznali go za oficera Waffen-SS i przeznaczyli do rozstrzelania. Jednakże ciężarówka, którą był przewożony w miejsce wykonania kary śmierci, miała wypadek. Ciężko ranny A.R. Trusznowicz trafił do szpitala polowego. Po wyleczeniu osadzono go w obozie dla rosyjskich uchodźców pod Salzburgiem. Następnie został przewieziony do obozu NTS dla uchodźców we wsi Mönchehof pod Kassel. Pełnił w nim funkcję głównego lekarza. Jednocześnie działał znowu w NTS jako członek jej rady i wyższego sądu honorowego. Współpracował z wydawnictwem „Посев”. W 1949 r. był autorem broszury pt. „Россия и славянство” i książki pt. „Ценою подвига” (wydanych pośmiertnie w 1955 r.). Po rozwiązaniu obozu w Mönchehof zamieszkał pod miastem Bad Homburg vor der Höhe. W 1950 r. utworzył w Zachodnim Berlinie Komitet Pomocy Uchodźcom Rosyjskim. W 1951 r. współtworzył Stowarzyszenie Przyjaźni Niemiecko-Rosyjskiej. 13 kwietnia 1954 r. został porwany przez sowieckich agentów i prawdopodobnie zabity. Według niektórych źródeł Sowieci mieli zamiar zmusić kierownictwo Komitetu Pomocy Uchodźcom Rosyjskim do wyjazdu do ZSRR, przedstawiając ten fakt propagandowo jako dobrowolny powrót do ojczyzny. Jednakże twarda postawa A.R. Trusznowicza uniemożliwiła zrealizowanie tego planu.